# Platycerium bifurcatum
Espèce
Platycerium bifurcatum (corne d'élan ou corne de cerf) est une espèce de fougères, originaire de Java, Nouvelle-Guinée, sud-est de l'Australie, Nouvelle-Galles du Sud, Queensland et de l'île Lord Howe. C'est une plante épiphyte qui vit dans ou près des forêts tropicales.

## Étymologie
L’épithète bifurcatum signifie bifurqué ou fourchu, en référence aux frondes fertiles.

## Description
Elle peut atteindre 90 cm de haut pour 80 cm de large, elle a des frondes stériles cordées de 45 cm long, et des frondes fertiles retombantes grisâtres découpées qui peuvent atteindre 90 cm de long.

## Utilisation
Platycerium bifurcatum est très largement cultivé comme plante ornementale dans les jardins tropicaux. Nécessitant une température d'au moins +5 °C, dans les régions subtropicales elle peut être cultivée à l'extérieur en situation abritée, sinon comme plante d'intérieur. Elle a obtenu un Award of Garden Merit de la Royal Horticultural Society.

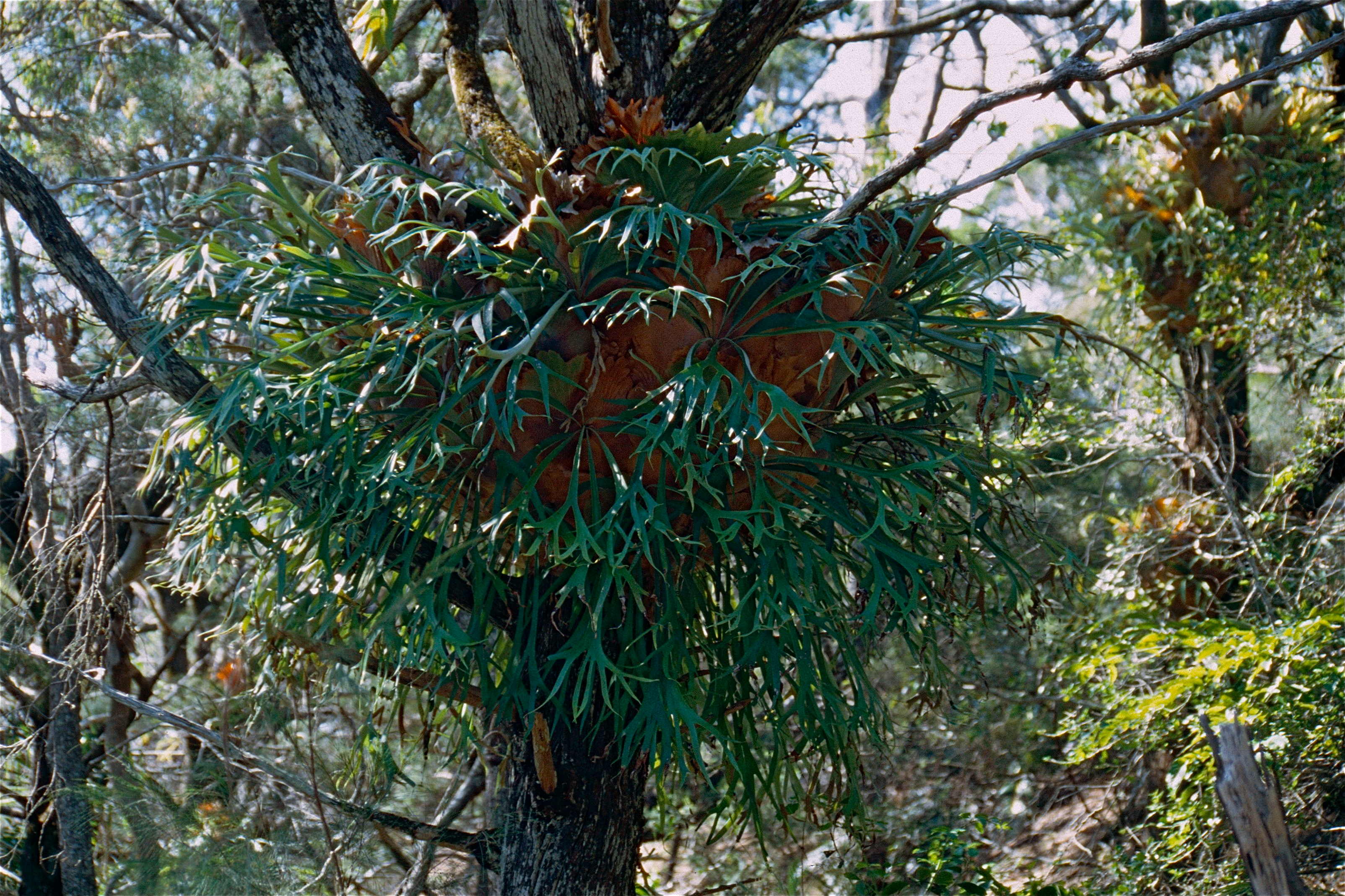
Platycerium bifurcatum (Queensland du sud, Australie)